# Mistrzostwa Świata w Strzelectwie 1927
Mistrzostwa Świata w Strzelectwie 1927 – 24. edycja mistrzostw świata w strzelectwie. Odbyły się one we włoskim Rzymie.
Rozegrano jedenaście konkurencji. Najlepszymi zawodnikami turnieju byli Szwajcarzy Josias Hartmann i Karl Zimmermann, którzy zdobyli po cztery medale. W klasyfikacji medalowej zwyciężyła ich reprezentacja. Gospodarze uplasowali się tuż za Szwajcarami, zdobywając trzy złote, trzy srebrne i dwa brązowe medale.
Swój pierwszy medal na mistrzostwach świata zdobyła reprezentacja Polski. Marian Borzemski zajął trzecie miejsce w strzelaniu z karabinu wojskowego leżąc z 300 m.

## Klasyfikacja medalowa
Gospodarze mistrzostw
| Pozycja | Kraj              | Złoto | Srebro | Brąz | Łącznie |
| ------- | ----------------- | ----- | ------ | ---- | ------- |
| 1       | Szwajcaria        | 6     | 4      | 2    | 12      |
| 2       | Włochy            | 3     | 3      | 2    | 8       |
| 3       | Francja           | 1     | 0      | 2    | 3       |
| 4       | Stany Zjednoczone | 1     | 0      | 1    | 2       |
| 5       | Szwecja           | 0     | 2      | 2    | 4       |
| 6       | Dania             | 0     | 1      | 0    | 1       |
| 6       | Holandia          | 0     | 1      | 0    | 1       |
| 8       | Hiszpania         | 0     | 0      | 1    | 1       |
| 8       | Polska            | 0     | 0      | 1    | 1       |

## Wyniki
| Konkurencja                                     | Złoto                                                                                  | Wynik     | Srebro                                                                            | Wynik     | Brąz                                                                                          | Wynik     |
| Karabin wojskowy, trzy postawy, 300 m           | Carlo Ernesto Panza                                                                    | 446 pkt.  | Ricardo Ticchi                                                                    | 446 pkt.  | Gian Cantoni                                                                                  | 438 pkt.  |
| Karabin wojskowy leżąc, 300 m                   | Franco Micheli                                                                         | 171 pkt.  | Ricardo Ticchi                                                                    | 165 pkt.  | Marian Borzemski                                                                              | 161 pkt.  |
| Karabin wojskowy klęcząc, 300 m                 | Ricardo Ticchi                                                                         | 160 pkt.  | Johannes Scheuter                                                                 | 154 pkt.  | Fritz Kuchen                                                                                  | 154 pkt.  |
| Karabin wojskowy stojąc, 300 m                  | Louis Gouéry                                                                           | 152 pkt.  | Gian Cantoni                                                                      | 147 pkt.  | Carlo Ernesto Panza                                                                           | 145 pkt.  |
| Karabin dowolny, trzy postawy, 300 m            | Josias Hartmann                                                                        | 1105 pkt. | Karl Zimmermann                                                                   | 1083 pkt. | Olle Ericsson                                                                                 | 1077 pkt. |
| Karabin dowolny, trzy postawy, 300 m, drużynowo | Szwajcaria Josias Hartmann Walter Lienhard Fritz Kuchen Giuseppe Pelli Karl Zimmermann | 5379 pkt. | Szwecja Olle Ericsson Mauritz Eriksson Viktor Knutsson Erik Ohlsson Ivar Wester   | 5309 pkt. | Stany Zjednoczone William Bruce Raymond Coulter Manning Dodson Paul Martin Lawrence Nuesslein | 5272 pkt. |
| Karabin dowolny leżąc, 300 m                    | William Bruce                                                                          | 389 pkt.  | Mauritz Eriksson                                                                  | 387 pkt.  | Ivar Wester                                                                                   | 385 pkt.  |
| Karabin dowolny klęcząc, 300 m                  | Josias Hartmann                                                                        | 379 pkt.  | Karl Zimmermann                                                                   | 375 pkt.  | Walter Lienhard                                                                               | 369 pkt.  |
| Karabin dowolny stojąc, 300 m                   | Josias Hartmann                                                                        | 344 pkt.  | Karl Zimmermann                                                                   | 342 pkt.  | Raymond Durand                                                                                | 340 pkt.  |
| Pistolet dowolny, 50 m                          | Wilhelm Schnyder                                                                       | 532 pkt.  | August Wiederkehr                                                                 | 530 pkt.  | Charles des Jammonières                                                                       | 523 pkt.  |
| Pistolet dowolny, 50 m, drużynowo               | Szwajcaria Fritz Balmer Robert Blum Wilhelm Schnyder August Wiederkehr Fritz Zulauf    | 2573 pkt. | Dania Anker Boll Christian Lehrman Paul Møller Christen Møller Erik Sætter-Lassen | 2491 pkt. | Hiszpania Antonio Bonilla José Bento Luis Calvet Julio Castro García Martínez                 | 2481 pkt. |